# Emléktörvény
Az emléktörvény jelentős történelmi eseménynek vagy személynek az emlékét megörökítő törvény. Tömören összefoglalja az eseményt vagy a személy életútját, tevékenységét, megindokolja ezek jelentőségét, majd törvénybe iktatja az emlékét.
Az emléktörvény kodifikációs gyakorlata Magyarországon a 19. század végén alakult ki, bár a legkorábbi ma is hatályos törvényünk ennél korábbi (1827: XII. tv.). Általában nem tartalmaz kötelező magatartási szabályt, kivétel lehet például, ha új ünnepet vezet be (1990: XXVIII. tv.), munkaszüneti napot rendel el, szobor állítását írja elő stb.

## Jellegzetességei
Szövege ünnepélyes, emelkedett stílusú, megszövegezése a preambuluméhoz hasonló. Szerkezeti szempontból régebben jobban ragaszkodtak a törvényi formához, ezért preambulumra, illetve paragrafusokra bontották. A preambulum tartalmazta az összefoglalót és ennek indokolását, az 1. § iktatta törvénybe az esemény vagy személy emlékét (szófordulatok: „... emlékét törvényben örökíti meg”, „... emlékét törvénybe iktatja”), végül a 2. § a törvény hatályáról szólt.
Az újabb emléktörvények nem tartalmaznak paragrafusokat és hatályba léptető rendelkezést. Szintén újabb gyakorlat, hogy az Országgyűlés nem törvényben, hanem országgyűlési határozatban állít emléket [pl. a II. világháborús nemzeti ellenállási mozgalom emlékének megörökítéséről szóló 51/1995. (V. 15.) OGY határozat], de ez kevésbé ünnepélyes megoldás.
A jogalkotó 2010 után visszatért a korábbi kodifikációs gyakorlathoz, és az emléktörvényt ismét §-okal tagolja.

## Politikai jellege
Az emléktörvény politikai jellegéből következik, hogy nagyobb történelmi változások esetén hatályon kívül helyezik a korábbi rendszer által alkotott emléktörvényeket, bár néhány esetben nehezen indokolható ez (1906: XX. tc., 1925: XLV. tc.). 1989-ben jelentős kodifikációs hibával történt az 1953: I. tv. hatályon kívül helyezése. A hatályon kívül helyező jogszabály címe ugyanis továbbra is tartalmazta Sztálin nevét („Joszif Visszárionovics Sztálin generalisszimusz emlékének megörökítéséről szóló 1953. évi I. törvény hatályon kívül helyezéséről”), ami emiatt nem törlődött jogrendszerünkből.
Az emléktörvények alkotása mellett szokásban van emlékérmék és emlékpénzek kibocsátása is. Ilyen pl. a 15/2009. (VI. 3.) MNB rendelet a Bánki Donát emlékérme kibocsátásáról és a 7/2002. (MK 134.) MNB hirdetmény a Rubik-kocka kupronikkel emlékpénzérme kibocsátásáról).

## Egyes emléktörvények
2018ː évi I. tv. az 1568. évi tordai vallásügyi törvény jelentőségéről és a Vallásszabadság Napjáról
2014: CIII. tv. a hűség falvairól
2011: CXXXVI. tv. Civitas Invicta - Szigetvár, a leghősiesebb városról
2008: LXIV. tv. „Communitas Fortissima” – Kercaszomor a legbátrabb faluról
2005: XXXIX. tv. „Civitas Fortissima” – Balassagyarmat, a legbátrabb városról
2001: LXIII. tv. a magyar hősök emlékének megörökítéséről és a Magyar Hősök Emlékünnepéről
2001: XVII. tv. az ország szabadsága visszaszerzésének jelentőségéről és a magyar szabadság napjáról
2000: I. tv. Szent István államalapításának emlékéről és a Szent Koronáról
1996: LVI. tv. Nagy Imre mártírhalált halt magyar miniszterelnök és mártírtársai emlékének törvénybe iktatásáról
1996: XXX. tv. a Honfoglalás 1100. Évfordulójának Emléknapjáról
1994: LXXXI. tv. az Ideiglenes Nemzetgyűlés megalakulása emlékének megörökítéséről
1990: XXVIII. tv. az 1956 októberi forradalom és szabadságharc jelentőségének törvénybe iktatásáról
1965: II. tv. a magyar nép felszabadulása történelmi jelentőségének törvénybe iktatásáról
1959: II. tv. a Magyar Tanácsköztársaság emlékének törvénybeiktatásáról
1953: I. tv. Archiválva 2014. február 3-i dátummal a Wayback Machine-ben Joszif Visszarionovics Sztálin generalisszimusz emlékének megörökítéséről
1948: XXIII. tv. az 1848/49. évi forradalom és szabadságharc emlékének megörökítéséről
1945: IX. tv. a Budapest székesfőváros felszabadításánál elesett szovjet katonák emlékének megörökítéséről
1942: XX. tc. a hősi halált halt vitéz nagybányai Horthy István kormányzóhelyettes úr emlékének és a nemzet hálájának megörökítéséről
1940: II. tc. vitéz Nagybányai Horthy Miklós Úr húszesztendei országlásának megörökítéséről
1938: XXXIII. tc. Szent István király dicső emlékének megörökítéséről
1930: XI. tc. vitéz nagybányai Horthy Miklós Úr Magyarország kormányzójává választása tizedik évfordulójának megörökítéséről
1927: XXXII. tc. Kossuth Lajos örök érdemeinek és emlékének törvénybeiktatásáról
1925: XLV. tc. Széchenyi István gróf, a legnagyobb magyar emlékének törvénybeiktatásáról
1922: XXIX. tc. a soproni népszavazás emlékének törvénybeiktatásáról
1917: VIII. tc. a most dúló háborúban a hazáért küzdő hősök emlékének megörökítéséről
1917: I. tc. Dicsőült Első Ferencz József király emlékének törvénybe iktatásáról
1906: XX. tc. II. Rákóczi Ferencz és bujdosó társai hamvainak hazahozataláról
1898: XXX. tc. dicsőült Erzsébet királyné emlékének törvénybe iktatásáról
1896: VII. tc. a honalapitás évezredes emlékének törvénybe iktatásáról
1890: III. tc. a gróf Andrássy Gyulának állitandó emlékről
1876: III. tc. Deák Ferencz emlékének törvénybe igtatásáról
1848: I. tc. dicsőült József nádor emléke törvénybe iktattatik
1827: XII. tc. azoknak nevei, a kik a tudós társaság fölállitására, vagy a hazai nyelv terjesztésére is ajánlatokat tettek, az utókor emlékezete végett törvénybe iktattatnak

## Külső hivatkozások
- njt.hu - Nemzeti Jogszabálytár
- Magyar Közlöny
- 1000ev.hu - Ezer év törvényei